# Bell X-16
Bell X-16 là một loại máy bay phản lực trinh sát tầng cao tại Hoa Kỳ trong thập niên 1950.

## Tính năng kỹ chiến thuật (X-16)
Đặc điểm tổng quát
- Tổ lái: 1
- Chiều dài: 60 ft 10 in (18,55 m)
- Sải cánh: 114 ft 10 in (35 m)
- Chiều cao: 17 ft 1 in (5,2 m)
- Diện tích cánh: 1.099 ft² (102,19 m²)
- Trọng lượng rỗng: 23.280 lb (10.582 kg)
- Trọng lượng có tải: 36.124 lb (16.420 kg)
- Động cơ: 2 × Pratt & Whitney J57-PW-37A kiểu turbojet, 4.520 lbf (20.11 kN) mỗi chiếc

 Hiệu suất bay 
- Vận tốc cực đại: 480 knot (553 mph, 885 km/h)
- Tầm bay: 2.867 nm (3.319 mi, 5.310 km)
- Trần bay: 71.832 ft (21.900 m)
- Tải trên cánh: 33 lb/ft² (160 kg/m²)
- Lực đẩy/trọng lượng: 1:0,55